# Кастротьєрра-де-Вальмадрігаль
Кастротьєрра-де-Вальмадрігаль (ісп. Castrotierra de Valmadrigal) — муніципалітет в Іспанії, у складі автономної спільноти Кастилія-і-Леон, у провінції Леон. Населення — 124 особи (2010).
Муніципалітет розташований на відстані близько 250 км на північний захід від Мадрида, 39 км на південний схід від Леона.

## Демографія
Динаміка населення (INE ):